# Варшалович, Дмитрий Александрович
Дми́трий Алекса́ндрович Варшало́вич (14 августа 1934, Ленинград — 21 апреля 2020, Санкт-Петербург) — советский и российский физик-теоретик, доктор физико-математических наук (1968), профессор (1985), академик РАН (2000), лауреат Государственной премии 2008 года в области науки и технологий. Основные научные достижения относятся к астрофизике, космологии, теоретической спектроскопии, квантовой теории.

## Биография
Родился в Ленинграде в семье энтомолога А. А. Варшаловича (1904—1975). Был эвакуирован из блокадного города в 1941 году.
В 1957 году окончил физический факультет ЛГУ и с тех пор работал в Физико-техническом институте Академии наук (ныне имени А. Ф. Иоффе). В 1968 году при защите кандидатской диссертации получил степень доктора физико-математических наук. Вся его творческая деятельность неразрывно связана с ФТИ им. А. Ф. Иоффе, где он прошёл путь от старшего лаборанта до заведующего сектором теоретической астрофизики (с 1986 по 2010 год) и председателя Проблемного совета по астрофизике и космическим исследованиям (с 2011 года).
С 1979 года он также являлся профессором кафедры «Космические исследования» Ленинградского политехнического института — ныне СПбПУ Петра Великого, а с 2003 по 2018 год заведовал этой кафедрой.
Член-корреспондент РАН с 31 марта 1994 года по Отделению общей физики и астрономии, действительный член РАН с 26 мая 2000 года.
Д. А. Варшалович также являлся членом Международного астрономического союза (с 1976 года), членом редколлегии журнала «Письма в Астрономический журнал» (с 1994 года) и руководителем ведущей научной школы.

## Научные достижения
Д. А. Варшалович внёс основополагающий вклад в различные области современной астрофизики: кинетику и спектроскопию межзвёздных молекул, физику квазаров, космологию.
Д. А. Варшалович — автор более 200 научных публикаций, в том числе обзоров, изданных как в России, так и за рубежом, некоторые из которых легли в основу курсов лекций, читаемых в СПбГПУ; автор (совместно с А. Н. Москалёвым и В. К. Херсонским) фундаментальной монографии «Квантовая теория углового момента» (изд-во «Наука», 1975). В 1989 году вышло дополненное английское издание этой монографии, число ссылок на которую по данным Science Citation Index превысило 2000 с момента первого издания.
В 1960-х годах Д. А. Варшаловичем впервые было обнаружено и исследовано новое для астрофизики и, как оказалось, распространённое явление — динамическое выстраивание спинов атомов, ионов и молекул в разреженной космической среде, обусловленное резонансным рассеянием анизотропных потоков излучения. Важность этого эффекта обусловлена тем, что он изменяет относительные интенсивности линий и существенно влияет на количественные оценки химического состава, степени ионизации и плотности облаков межзвёздного газа, оболочек звёзд, комет и др. За эту работу, представленную на соискание кандидатской степени, в 1968 году Д. А. Варшаловичу была присуждена степень доктора физико-математических наук.
Д. А. Варшаловичем с сотрудниками в ФТИ им. А. Ф. Иоффе были выполнены эксперименты по моделированию физико-химических процессов, в результате которых впервые путём лабораторного анализа было доказано, что сложные органические молекулы в космосе образуются не только в газовой фазе, но и на поверхности межзвёздных пылинок. На основе этих опытов было предсказано наличие в межзвёздном газе ряда молекул, в дальнейшем обнаруженных радиоастрономическими наблюдениями. Подобные опыты, позже проведённые в США и ФРГ, подтвердили результаты, полученные в ФТИ.
Под руководством Д. А. Варшаловича совместно с учёными из ФРГ был выполнен большой цикл работ по теме «Межзвёздные молекулы и космические мазеры», в ходе которых были заложены основы теории космических мазеров (изучена их энергетика, выяснены механизмы накачки, объяснена аномальная поляризация), предсказаны новые мазерные линии и предложены методы зондирования мазерных источников.
Д. А. Варшаловичем совместно с М. И. Дьяконовым была создана квантовая теория модуляции электронных пучков лазерным излучением, а также впервые теоретически исследован обратный эффект Черенкова, порождающий пространственную модуляцию пучка, что существенно для генерации радиоизлучения пульсаров.
В 1985 году впервые, в соавторстве с С. А. Левшаковым, отождествил линии поглощения молекулярного водорода в спектре квазара, тем самым открыв наличие молекулярных облаков в галактиках с большим красным смещением.
Под руководством Д. А. Варшаловича в ФТИ им. А. Ф. Иоффе проводились исследования спектров квазаров, в результате которых были получены рекордно жёсткие ограничения на возможные отличия постоянной тонкой структуры и отношения масс электрона и протона в космологически удалённых областях пространства-времени от их лабораторных значений. При этом впервые было установлено, что в процессе космологической эволюции параметры электромагнитного и ядерного взаимодействий имели одинаковые значения в причинно несвязанных областях пространства-времени (в пределах точности измерений). Исследование проблемы возможных вариаций фундаментальных физических констант позволило Варшаловичу с соавторами установить предел их возможного изменения за период в 12 млрд лет, сравнимый с временем существования Вселенной.
В 2000-е годы Варшаловичем и его учениками выполнены работы по теоретическому моделированию возникновения первичных химических элементов на ранних этапах эволюции Вселенной. В 2001 году ими были открыты молекулярные облака, которые наряду с молекулами водорода Н2 содержат молекулы НD, в которых один атом водорода замещен атомом дейтерия. Это открытие позволило оценить химический состав и параметры вещества, образовавшегося на ранних этапах эволюции Вселенной.

## Награды и премии
- Премия им. А. А. Белопольского АН СССР 1990 года (совместно с С. А. Левшаковым) за открытие нового класса внегалактических объектов — молекулярных облаков с большими красными смещениями;
- Главная премия МАИК «Наука» 1996 года (совместно с А. Ю. Потехиным, В. Е. Панчуком и А. В. Иванчиком) за цикл работ, посвящённых исследованию фундаментальных физических констант в процессе космологической эволюции;
- Премия им. А. Ф. Иоффе 2000 года Правительства Санкт-Петербурга и Санкт-Петербургского научного центра РАН за цикл работ «Проверка космологической переменности фундаментальных физических констант на основе анализа спектров наиболее далёких квазаров»;
- Премия имени В. А. Фока РАН 2001 года (совместно с А. Н. Москалёвым) за монографию «Квантовая теория углового момента»;
- Главная премия МАИК «Наука» 2006 года по секции физики (с коллективом соавторов) за цикл работ, посвящённых наблюдениям центральных областей Галактики в жёстких рентгеновских лучах орбитальной обсерваторией «Интеграл», приведших к открытию новых аккрецирующих нейтронных звёзд и чёрных дыр;
- Государственная премия Российской Федерации за 2008 год в области науки и технологий (совместно с А. М. Фридманом и А. М. Черепащуком):

…присвоить почетное звание лауреата Государственной премии Российской Федерации:
…Варшаловичу Дмитрию Александровичу, доктору физико-математических наук, академику Российской академии наук, заведующему сектором Физико-технического института имени А. Ф. Иоффе Российской академии наук, … — за основополагающие открытия в области физики галактик, межгалактической среды и релятивистских объектов.— Указ № 624 Президента Российской Федерации «О присуждении Государственных премий Российской Федерации в области науки и технологий 2008 года» от 4 июня 2009 года»
- Орден Дружбы (2010), за достигнутые трудовые успехи и многолетнюю плодотворную деятельность[5]

## Публикации
- Варшалович Д. А., Москалёв А. Н., Херсонский В. К. Квантовая теория углового момента / Д. А. Варшалович. — Л.: Наука, 1975. — 439 с.
- Варшалович Д. А., Херсонский В. К., Орленко Е. В., Москалёв А. Н. Квантовая теория углового момента и её приложения / Е. И. Ворошилова. — М.: Физматлит, 2017. — Т. 1. — 568 с. — ISBN 978-5-9221-1697-8.
- Херсонский В. К., Варшалович Д. А., Орленко Е. В. Квантовая теория углового момента и её приложения / Е. И. Ворошилова. — М.: Физматлит, 2019. — Т. 2. — 880 с. — ISBN 978-5-9221-1857-6.
- Избранные публикации
- База данных: Квазары и нейтронные звезды